# Monestir de Grgeteg

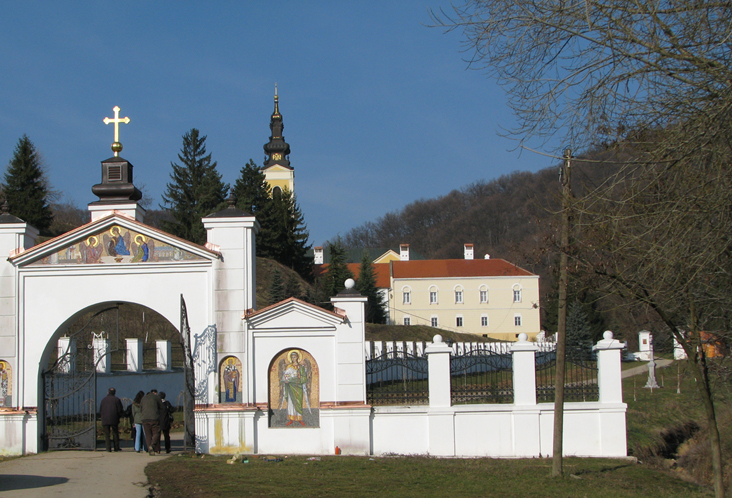
El monestir de Grgeteg

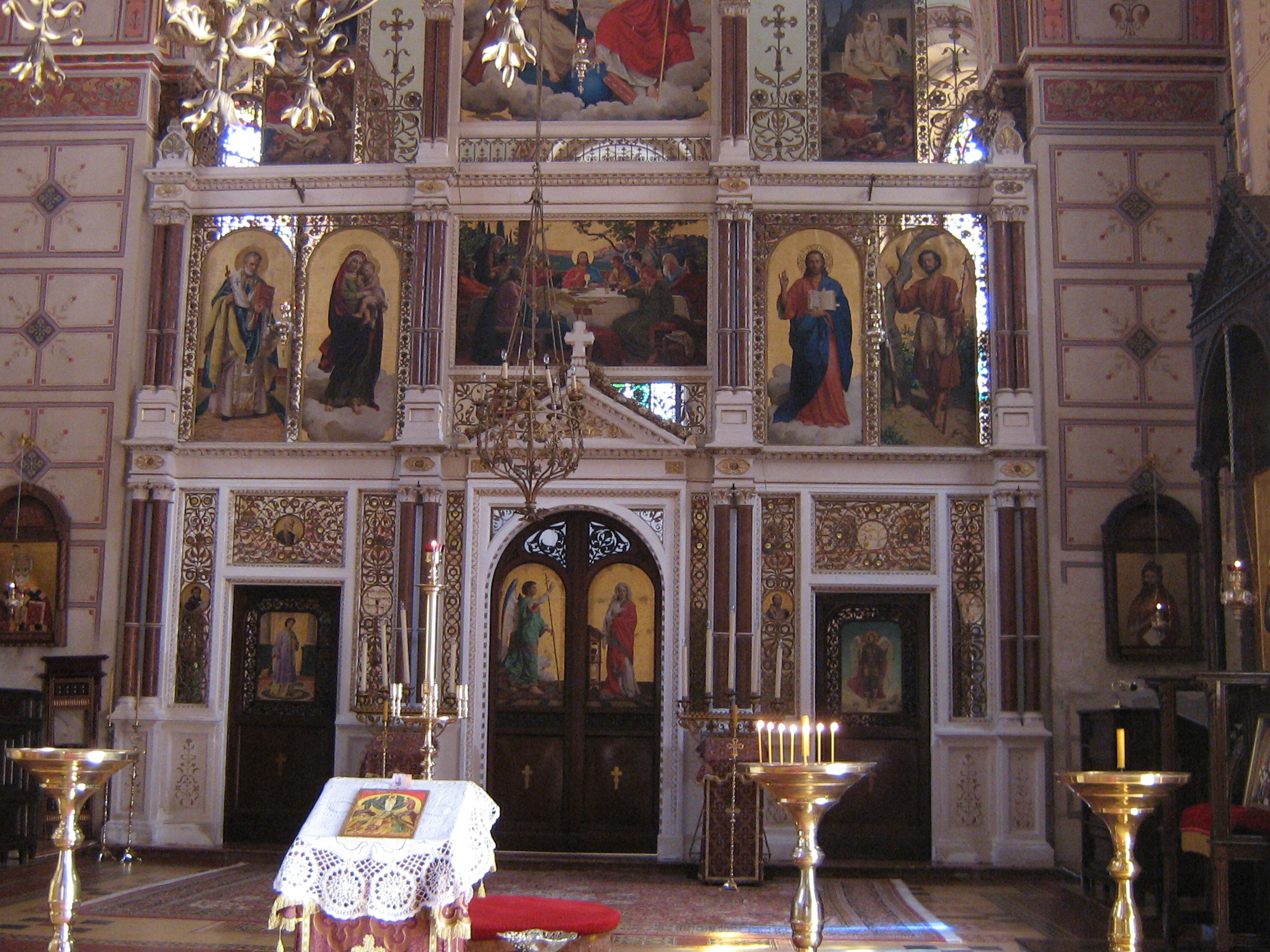
Iconòstasi de l'església del monestir

El monestir de Gregeteg (en serbi: Манастир Гргетег,Manastir Grgeteg) és un monestir ortodox serbi de Voivodina, a prop del llogaret de Grgeteg. És un dels 16 monestirs de la muntanya de Fruška Gora, a la regió de Srem.
El monestir, dedicat a Sant Nicolau, va ser fundat pel dèspota serbi Vuk Grgurević el 1471. No obstant això, s'esmenta per primera vegada en documents turcs de 1545-1546. A finals del segle xvii el monestir va ser abandonat, essent refundat el 1708 pel metropolità Djakovica Isaija. Al voltant de 1770 la vella església va ser reemplaçada per un nou edifici d'estil barroc i acabat amb un campanar. L'església, que va ser restaurada el 1901, ha allotjat successivament dos iconòstasi: el primer (que va romandre a l'església fins a 1901), va ser pintat el 1774 per Jakov Ofelin i l'altre, que encara existeix avui, va ser realitzat per Uroš Predić el 1902. L'edifici dels monjos, construït durant la segona meitat del segle xviii, va ser restaurat juntament amb l'església el 1901. Durant la Segona Guerra Mundial, el monestir va ser seriosament danyat, especialment la torre del campanar i l'edifici dels monjos, que actualment ja estan restaurats.